# 哥利·費沙
安東尼·佳·哥利·費沙（英語：Anthony Guy Corey Fisher，1988年4月8日—）乃美國大專籃球員。費沙司職得分後衛，就讀於賓夕法尼亞州Villanova大學。費沙在高中時效力新澤西伊利沙伯St. Patrick高中 
2010年8月7日，費沙在一場夏季費中狂轟105分。有可能刷新街場個人得分紀錄，飛威廉斯曾在1978年轟入100分。在紐約州布隆斯屈臣基里臣球場舉行的賽事，費沙的105分助球隊以138:130擊敗對手GymRatsNYC，他更28投三分球中了23球。